# 2008년 하계 올림픽 근대5종
제29회 하계 올림픽 근대5종 경기는 2008년 8월 21일부터 8월 22일까지 중화인민공화국의 베이징에서 열렸다. 27개국의 72명의 선수가 출전하였으며, 베이징 올림픽 스포츠 센터, 잉둥 유영관, 베이징 국가회의 센터 펜싱장에서 경기가 진행되었다.

## 경기장
2008년 하계 올림픽 근대5종 경기는 개최 도시인 베이징에 있는 베이징 올림픽 스포츠 센터, 잉둥 유영관, 베이징 국가회의 센터 펜싱장에서 경기가 열렸다.
| 도시             | 경기장                                                        | 비고         |
| ---------------- | ------------------------------------------------------------- | ------------ |
| 베이징 (Beijing) | 베이징 올림픽 스포츠 센터 (Olympic Sports Center Stadium)     | 달리기, 승마 |
| 베이징 (Beijing) | 잉둥 유영관 (Ying Tung Natatorium)                            | 수영         |
| 베이징 (Beijing) | 베이징 국가회의 센터 펜싱장 (Olympic Green Convention Centre) | 펜싱, 사격   |

|  |  |
|  |  |

## 세부 종목
2008년 하계 올림픽 근대5종의 세부 종목은 아래와 같다.
| - 남자 근대5종 | - 여자 근대5종 |

## 예선
2008년 하계 올림픽의 근대5종 종목에는 남자 36명, 여자 36명, 총 72명의 선수가 출전할 수 있다. 각 참가국 당 최대 2명의 선수가 참가할 수 있는데, 올림픽 출전 선수는 2007년 아프리카 근대5종 선수권 대회, 2007년 아시아 근대5종 선수권 대회, 2007년 오세아니안 근대5종 선수권 대회, 2007년 유럽 근대5종 선수권 대회, 2007년 팬아메리카 게임 근대5종 종목, 2007년 세계 근대5종 선수권 대회, 2007년 근대5종 월드컵 파이널, 2008년 세계 근대5종 선수권 대회, 근대5종 세계 랭킹을 통해 선정되었다.

## 참가국 및 참가 인원
| 국가           | 남자 선수 | 여자 선수 | 총 인원 |
| -------------- | --------- | --------- | ------- |
| 대한민국       | 2         | 1         | 3       |
| 러시아         | 2         | 2         | 4       |
| 리투아니아     | 2         | 1         | 3       |
| 중화인민공화국 | 2         | 2         | 4       |
| 독일           | 2         | 2         | 4       |
| 체코           | 2         | 1         | 3       |
| 우크라이나     | 2         | 1         | 3       |
| 멕시코         | 1         | 1         | 2       |
| 영국           | 2         | 2         | 4       |
| 라트비아       | 1         | 1         | 2       |
| 벨라루스       | 2         | 2         | 4       |
| 폴란드         | 2         | 2         | 4       |
| 이탈리아       | 2         | 1         | 3       |
| 쿠바           | 1         | 0         | 1       |
| 미국           | 2         | 2         | 4       |
| 헝가리         | 2         | 2         | 4       |
| 프랑스         | 2         | 1         | 3       |
| 캐나다         | 1         | 2         | 3       |
| 칠레           | 1         | 0         | 1       |
| 일본           | 1         | 0         | 1       |
| 이집트         | 1         | 2         | 3       |
| 스페인         | 1         | 0         | 1       |
| 스위스         | 0         | 1         | 1       |
| 이탈리아       | 0         | 1         | 1       |
| 카자흐스탄     | 0         | 2         | 2       |
| 과테말라       | 0         | 1         | 1       |
| 오스트레일리아 | 0         | 1         | 1       |
| 총 참가 인원   | 36        | 36        | 72      |
| 총 참가국      | 22        | 23        | 27      |

## 메달 집계

### 최종 순위
| 순위 | 국가             | 금메달 | 은메달 | 동메달 | 합계 |
| ---- | ---------------- | ------ | ------ | ------ | ---- |
| 1    | 독일 (GER)       | 1      | 0      | 0      | 1    |
| 1    | 러시아 (RUS)     | 1      | 0      | 0      | 1    |
| 3    | 리투아니아 (LTU) | 0      | 1      | 1      | 2    |
| 4    | 영국 (GBR)       | 0      | 1      | 0      | 1    |
| 5    | 우크라이나 (UKR) | 0      | 0      | 1      | 1    |
| 합계 | 합계             | 2      | 2      | 2      | 6    |

### 메달리스트
| 종목        | 금                         | 은                                 | 동                                         |
| ----------- | -------------------------- | ---------------------------------- | ------------------------------------------ |
| 남자 자세히 | 안드레이 모이세프 · 러시아 | 에드비나스 크룬골차스 · 리투아니아 | 안드레유스 자드네프로프스키스 · 리투아니아 |
| 여자 자세히 | 레나 쇤보른 · 독일         | 헤더 펠런 · 영국                   | 빅토리아 테레시추크 · 우크라이나           |